# Jürgen Scheibe
Jürgen Scheibe (ur. 22 października 1968 w Aschaffenburgu) – niemiecki zapaśnik walcząca w stylu wolnym. Czterokrotny olimpijczyk. Zajął siódme miejsce w Barcelonie 1992, trzynasty w Atlancie 1996, dziewiętnasty w Sydney 2000 i odpadł w eliminacjach turnieju w Seulu 1988. Walczył w kategorii 57–63 kg.
Pięciokrotny uczestnik mistrzostw świata, czwarty w 1994. Dwukrotny medalista mistrzostw Europy, srebrny medal w 1995 i brązowy 1989. Drugi w Pucharze Świata w 1998, czwarty w 1999 i piąty w 1997. Trzeci na igrzyskach wojskowych w 1995, a także wojskowych MŚ w 1990. Brązowy medalista mistrzostw Europy juniorów w 1985. Mistrz Niemiec w latach 1992, 1993, 1995, 1997 i 1999 roku.
- Turniej w Seulu 1988

Pokonał Brytyjczyka Davida Ogdena a przegrał z Siergiejem Biełogłazowem z ZSRR i Kanadyjczykiem Lawrence'em Holmesem. 
- Turniej w Barcelonie 1992

W eliminacjach pokonał Zorana Šorova z byłej Jugosławii i Nigeryjczyka Tebe Dorgu. Przegrał z Kim Yong-sikiem z Korei Północnej i Siarhiejem Smalem, który reprezentował WNP. W rundzie finałowej pokonał Roberta Dawsona z Kanady.
- Turniej w Atlancie 1996

Pokonał Kanadyjczyka Marty Caldera a przegrał z Rosjaninem Magomiedem Azizowem i Siarhiejem Smalem z Białorusi.
- Turniej w Sydney 2000

Przegrał z reprezentantem Mołdawii Ruslanem Bodișteanu i Serafimem Barzakowem z Bułgarii.